# Sant Estève d'Estrechós
Sant Estève d'Estrechós (en francès Saint-Étienne-Estréchoux) és un municipi occità del Llenguadoc, situat al departament de l'Erau, a la regió d'Occitània.

## Demografia

Població 1962-2008